# Bebe Neuwirth
Beatrice "Bebe" Neuwirth, född 31 december 1958 i Newark, New Jersey, är en amerikansk skådespelare och dansare. Hon är kanske främst känd som Dr. Lilith Sternin i TV-serierna Skål och Frasier.

## Filmografi (urval)
- 1986–1993 – Skål (TV-serie)
- 1989 – Snacka går ju...
- 1990 – Gifta på låtsas
- 1991 – Bugsy
- 1993 – Skenet bedrar
- 1993–2004 – Frasier (TV-serie)
- 1994–1995 – Aladdin (TV-serie) (TV-serie) (röst)
- 1995 – Jumanji
- 1996 – Änglahund 2 (röst)
- 1996 – En värsting på Wall Street
- 1998 – Faculty
- 1999 – Summer of Sam
- 1999 – Dash and Lilly (TV-film)
- 1999 – Liberty Heights
- 2000 – En extremt långbent film (röst)
- 2000 – Kärlekens makt (TV-film)
- 2003 – Hur man blir av med en kille på 10 dagar
- 2005–2006 – Law & Order: Trial by Jury (TV-serie)
- 2009 – Fame